# Súkan Sónen Jump
A Súkan Sónen Jump (週刊少年ジャンプ; Súkan Sónen Dzsanpu; angol nyelvterületen gyakran Weekly Shōnen Jump) egy heti sónen mangaantológia, melyet a Shueisha ad ki Japánban a Jump sorozat keretében. Az első szám 1968. július 2-ai dátummal jelent meg. Az egyik leghosszabb ideje futó mangamagazinnak számít Japánban, a maga 2,8 millió hetente eladott példányszámával. A Súkan Sónen Jumpban futó sorozatok fejezetei tankóbon kötetekbe gyűjtve kerülnek piacra a „Jump Comics” gondozásában minden második vagy harmadik hónapban. A magazinban futó sorozatok elsősorban a fiatal férfi olvasókat célozzák meg, a mangákban gyakoriak a harcjelenetek, amelyeket tisztességes mennyiségű humor fűszerez. A Súkan Sónen Jump társmagazinja a Jump Square, amely a korábbi Gekkan Sónen Jump megszűnése után indult.

## Története

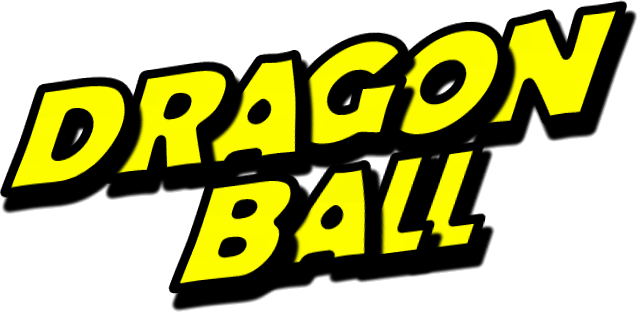
A Dragon Ball egyike volt a magazin legmeghatározóbb sorozatainak.

A Súkan Sónen Jump 1968. július 2-án indult a Shueisha kiadásában, hogy versengjen a szintén sikeres Súkan Sónen Magazine-nel és a Súkan Sónen Sunday-jel. A Súkan Sónen Jump testvérmagazinja a Sónen Book volt, mely a rövid életű sódzso manga-antológia, a Sódzso Book férfi változata volt. A 20. szám előtt a Súkan Sónen Jumpot egyszerűen Sónen Jumpnak nevezték és hetenként kétszer jelent meg. 1969-ben a Sónen Book megszűnik amikor is a Sónen Jump heti magazin lesz, majd egy új folyóirat, a Besszacu Sónen Jump átveszi a Sónen Book helyét. Ezt a magazint később átnevezték Gekkan Sónen Jumpra míg végül megszűnt és felváltotta a Jump Square.
1988-ban a Famicom Jump: Hero Recuden videójáték megjelentetésével ünnepelték a magazin 20. évfordulóját. Három évvel később, 1991-ben megjelent a folytatás is Famicom Jump II: Szaikjó no sicsinin néven. A magazin csúcspontját a 90-es évek közepén érte el, mikor hetente több, mint hatmillió példányt adtak el. Ez annak volt köszönhető, hogy ekkor futott a magazinban több nagy népszerűségnek örvendő mangasorozat, mint a Dragon Ball vagy a Slam Dunk. A virágkor után gyors visszaesés következett, a 2000-es évek elején hárommillió, majd 2007-től kétmillió körül alakult az eladott heti példányszám. A 2000-es években újabb videójátékokat adtak ki Nintendo DS-re, 2005-ben a Jump Super Starst, 2006-ban pedig a Jump Ultimate Starst.

## Jelenleg futó sorozatok
Súkan Sónen Jump számaiban eddig több, mint 600 kisebb-nagyobb manga jelent meg, jelenleg huszonkét mangasorozat fut. A Hunter x Hunter rendszertelenül jelenik meg 2006 óta.
| Cím                                                                            | Szerző                      | Bemutató         |
| ------------------------------------------------------------------------------ | --------------------------- | ---------------- |
| Bakuman。 (バクマン。)                                                         | Óba Cugumi, Obata Takesi    | 2008. augusztus  |
| Beelzebub (べるぜバブ)                                                         | Tamura Rjúhei               | 2009. február    |
| Bleach (ブリーチ)                                                              | Kubo Tite                   | 2001. augusztus  |
| Dois Sol (ドイソル)                                                            | Murasze Kacutosi            | 2011. február    |
| Enigma (エニグマ)                                                              | Szakaki Kendzsi             | 2010. szeptember |
| Gintama (銀魂)                                                                 | Szoracsi Hideaki            | 2003. december   |
| Hokensicu no sinigami (保健室の死神)                                           | Aimoto Só                   | 2009. szeptember |
| Hunter × Hunter (ハンター×ハンター)                                            | Togasi Josihiro             | 1998. március    |
| Inumarudasi (いぬまるだしっ)                                                   | Óisi Kódzsi                 | 2008. augusztus  |
| Katekjo Hitman Reborn! (家庭教師ヒットマンREBORN!)                             | Amano Akira                 | 2004. április    |
| Kikai Banasi Hanaszaka Ikkjú (奇怪噺 花咲一休)                                 | Komijama Kenta, Kavada Júja | 2011. május      |
| Kocsira Kasusika-ku Kameari Kóen-mae Hasucudzso (こちら葛飾区亀有公園前派出所) | Akimoto Oszamu              | 1976. szeptember |
| Kuroko no basket (黒子のバスケ)                                                | Fudzsimaki Tadatosi         | 2008. december   |
| Magico (マジコ)                                                                | Ivamoto Naoki               | 2011. február    |
| Medaka Box (めだかボックス)                                                    | Nisio Isin, Akacuki Akira   | 2009. május      |
| Märchen Ódzsi Grimm (メルヘン王子グリム)                                       | Vatanabe Kizuku             | 2011. február    |
| Naruto (NARUTO -ナルト-)                                                       | Kisimoto Maszasi            | 1999. november   |
| Nurarihjon no mago (ぬらりひょんの孫)                                          | Siibasi Hirosi              | 2008. március    |
| One Piece (ワンピース)                                                         | Oda Eiicsiró                | 1997. július     |
| Szengoku Armors (戦国ARMORS)                                                   | Szakaki Sóta                | 2011. március    |
| Sket Dance (スケット・ダンス)                                                  | Sinohara Kenta              | 2007. július     |
| Toriko (トリコ)                                                                | Simabukuro Micutosi         | 2008. május      |

## Különleges kiadások

### Akamaru Jump
Akamaru Jump (赤マルジャンプ; Akamaru Dzsanpu) a Súkan Sónen Jump egy szezonális kiadása, mely japán ünnepnapokon jelenik meg. A magazin számos kezdő mangaművész one-shot műveit publikálja. Az Akamaru Jump emellett képzett mangakák one-shotjait is megjelenteti, reklámozva ezzel a fő magazinban megjelenő új sorozatokat. A magazin népszerű sorozatokat is közöl jonkoma formátumban.
Az Akamaru Jumpnak korábban volt néhány különleges kiadása, mint az egy számban megjelenő Aomaru Jump (青マルジャンプ; Aomaru Dzsanpu), mely a következő one-shotokoat tartalmazta: Dead/Undead, Sógai Ojadzsi Micsi!, The Dream, Mieruhito, Jútó ☆ Hósi, Fuku va dzsucu. A másik különleges kiadás a két számban megjelenő Jump the Revolution! (ジャンプ the REVOLUTION!) volt, amely a Súkan Sónen Jump és a Jump SQ. új sorozatainak one-shotjait tartalmazta reklámozás céljából.

## Fogadtatása
A Súkan Sónen Jumpból 1982-ben 2,55 millió példányt adtak el hetente, ez a szám 1995-re 6,53 millióra emelkedett. A magazin főszerkesztője, Ibaraki Maszahiko úgy vélte, hogy ez a magazin meghatározó sorozatainak, a Dragon Ballnak, a Slam Dunknak és más rendkívül népszerű sorozatoknak volt köszönhető. E csúcspont után gyors visszaesés következett, jelenleg 2-3 millió heti példányszám-eladással számolnak.